# Lista siturilor arheologice din județul Alba - D
Lista siturilor arheologice din județul Alba - D conține toate siturile arheologice din județul Alba înscrise în Repertoriul Arheologic Național (RAN) și aflate în localități al căror nume începe cu litera D. RAN este administrat de Ministerul Culturii și Patrimoniului Național și cuprinde date științifice, cartografice, topografice, imagini și planuri, precum și orice alte informații privitoare la zonele cu potențial arheologic, studiate sau nu, încă existente sau dispărute.
Puteți căuta un sit din localitățile care încep cu litera D folosind formularul de mai jos sau puteți naviga prin toate siturile din județ la Lista siturilor arheologice din județul Alba.
| Cuprins                                                       |
| ------------------------------------------------------------- |
| Top - A B C D E F G H I J K L M N O P Q R S Ș T Ț U V W X Y Z |

| Cod RAN                                 | Denumire | Localitate                          | Adresă                     | Datare                                 | Descoperit | Coordonate                                    | Imagine           | Erori            |
| --------------------------------------- | --- | ----------------------------------- | -------------------------- | -------------------------------------- | ---------- | --------------------------------------------- | ----------------- | ---------------- |
| 4259.01.01 (Cod LMI: AB-I-s-B-00031)    | Așezarea Petrești de la Daia Română - "Parăuț" / ansamblu anonim (Categorie: locuire civilă) (Tip: Așezare)                                          | sat Daia Română, comuna Daia Română | Parăuț                     | Petrești                               |            |                                               | Încărcați imagine | Raportați eroare |
| 4259.02.01 (Cod LMI: AB-I-m-B-00032.04) | Situl arheologic de la Daia Română - "Troian" / ansamblu anonim (Categorie: locuire civilă) (Tip: Așezare)                                           | sat Daia Română, comuna Daia Română | Troian                     | Wietenberg                             |            |                                               | Încărcați imagine | Raportați eroare |
| 4259.02.02 (Cod LMI: AB-I-m-B-00032.02) | Situl arheologic de la Daia Română - "Troian" / ansamblu anonim (Categorie: locuire civilă) (Tip: Așezare)                                           | sat Daia Română, comuna Daia Română | Troian                     |                                        |            |                                               | Încărcați imagine | Raportați eroare |
| 4259.02.03 (Cod LMI: AB-I-m-B-00032.03) | Situl arheologic de la Daia Română - "Troian" / ansamblu anonim (Categorie: locuire civilă) (Tip: Așezare)                                           | sat Daia Română, comuna Daia Română | Troian                     | geto-dacică sec. I a. Chr. - I p. Chr. |            |                                               | Încărcați imagine | Raportați eroare |
| 4259.02.04 (Cod LMI: AB-I-m-B-00032.01) | Situl arheologic de la Daia Română - "Troian" / ansamblu anonim (Categorie: locuire civilă) (Tip: Așezare)                                           | sat Daia Română, comuna Daia Română | Troian                     |                                        |            |                                               | Încărcați imagine | Raportați eroare |
| 5782.01.01 (Cod LMI: AB-I-s-B-00033)    | Așezarea neolitică de la Decea - "După garduri" / ansamblu anonim (Categorie: locuire civilă) (Tip: Așezare)                                         | sat Decea, comuna Mirăslău          | După garduri               |                                        |            |                                               | Încărcați imagine | Raportați eroare |
| 1099.01.01 (Cod LMI: AB-I-s-B-00034)    | Așezarea dacică Zidava de la Drâmbar - "Dealul Gruieț" / ansamblu Așezarea fortificată Zidava (Categorie: locuire civilă) (Tip: Așezare fortificată) | sat Drâmbar, comuna Ciugud          | Dealul Gruieț              | geto-dacică                            | 1980       | 46°03′34″N 23°33′05″E / 46.05944°N 23.55139°E | Încărcați imagine | Raportați eroare |
| 1099.01.01 (Cod LMI: AB-I-s-B-00034)    | Așezarea dacică Zidava de la Drâmbar - "Dealul Gruieț" / ansamblu Așezarea fortificată Zidava / complex V.1 (Categorie: locuire civilă) (Tip: val)   | sat Drâmbar, comuna Ciugud          | Dealul Gruieț              | geto-dacică                            | 1980       | 46°03′34″N 23°33′05″E / 46.05944°N 23.55139°E | Încărcați imagine | Raportați eroare |
| 5782.02.01                              | Așezarea neolitică de la Decea / ansamblu anonim (Categorie: locuire civilă) (Tip: Așezare)                                                          | sat Decea, comuna Mirăslău          |                            | Starčevo - Criș                        |            |                                               | Încărcați imagine | Raportați eroare |
| 5782.03.01                              | Așezarea neolitică de la Decea- Dealul Furcilor / ansamblu anonim (Categorie: locuire civilă) (Tip: Așezare)                                         | sat Decea, comuna Mirăslău          | Dealul Furcilor, La Prigor |                                        |            |                                               | Încărcați imagine | Raportați eroare |
| 5782.04                                 | Topor eneolitic de la Decea - "Șanțul Ormenișului" (Categorie: descoperire izolată) (Tip: obiect izolat)                                             | sat Decea, comuna Mirăslău          | Șanțul Ormenișului         |                                        |            |                                               | Încărcați imagine | Raportați eroare |
| 5782.05.01                              | Necropola de la Decea- Pădurea Colegiului Bethlen / ansamblu anonim (Categorie: descoperire funerară) (Tip: Necropolă)                               | sat Decea, comuna Mirăslău          | Pădurea Colegiului Bethlen | Bodrogkeresztur                        |            |                                               | Încărcați imagine | Raportați eroare |
| 5782.06.01                              | Așezarea eneolitică de la Decea- La Spânzurătoare / ansamblu anonim (Categorie: locuire civilă) (Tip: Așezare)                                       | sat Decea, comuna Mirăslău          | La Spânzurătoare           |                                        |            |                                               | Încărcați imagine | Raportați eroare |
| 4277.01                                 | Topor neolitic de la Doștat (Categorie: descoperire izolată) (Tip: obiect izolat)                                                                    | sat Doștat, comuna Doștat           |                            |                                        |            |                                               | Încărcați imagine | Raportați eroare |
| 7419.01.01                              | Așezarea neolitică de la Dumitra- Dealul Gurguleu / ansamblu anonim (Categorie: locuire civilă) (Tip: Așezare)                                       | sat Dumitra, comuna Sântimbru       | Dealul Gurguleu            | Starčevo - Criș                        |            |                                               | Încărcați imagine | Raportați eroare |
| 7990.01.01                              | Așezarea neolitică de la Drașov- Dealul lui Gorganu / ansamblu anonim (Categorie: locuire civilă) (Tip: Așezare)                                     | sat Drașov, comuna Șpring           | Dealul lui Gorganu         | Petrești                               |            |                                               | Încărcați imagine | Raportați eroare |
| 1990.02.01                              | Situl arheologic de la Dumbrava- Șesul Orzii / ansamblu anonim (Categorie: locuire civilă) (Tip: Așezare)                                            | sat Dumbrava, oraș Zlatna           | Șesul Orzii                | Vinča                                  |            |                                               | Încărcați imagine | Raportați eroare |
| 1990.02.02                              | Situl arheologic de la Dumbrava- Șesul Orzii / ansamblu anonim (Categorie: locuire civilă) (Tip: Așezare)                                            | sat Dumbrava, oraș Zlatna           | Șesul Orzii                | Turdaș                                 |            |                                               | Încărcați imagine | Raportați eroare |
| 1990.02.03                              | Situl arheologic de la Dumbrava- Șesul Orzii / ansamblu anonim (Categorie: locuire civilă) (Tip: Așezare)                                            | sat Dumbrava, oraș Zlatna           | Șesul Orzii                | Starčevo - Criș                        |            |                                               | Încărcați imagine | Raportați eroare |
| 1990.02.04                              | Situl arheologic de la Dumbrava- Șesul Orzii / ansamblu anonim (Categorie: locuire civilă) (Tip: Apeduct)                                            | sat Dumbrava, oraș Zlatna           | Șesul Orzii                | Lumea Nouă                             |            |                                               | Încărcați imagine | Raportați eroare |
| 1990.03.01                              | Situl arheologic de la Dumbrava- Bordane / ansamblu anonim (Categorie: locuire civilă) (Tip: Așezare)                                                | sat Dumbrava, oraș Zlatna           | Bordane                    | Starčevo - Criș                        |            |                                               | Încărcați imagine | Raportați eroare |
| 1990.03.02                              | Situl arheologic de la Dumbrava- Bordane / ansamblu anonim (Categorie: locuire civilă) (Tip: Așezare)                                                | sat Dumbrava, oraș Zlatna           | Bordane                    | Vinča                                  |            |                                               | Încărcați imagine | Raportați eroare |
| 1990.03.0 1990.03.03                    | Situl arheologic de la Dumbrava- Bordane / ansamblu anonim (Categorie: locuire civilă) (Tip: Așezare)                                                | sat Dumbrava, oraș Zlatna           | Bordane                    | Lumea Nouă                             |            |                                               | Încărcați imagine | Raportați eroare |
| 1990.03.04                              | Situl arheologic de la Dumbrava- Bordane / ansamblu anonim (Categorie: locuire civilă) (Tip: Așezare)                                                | sat Dumbrava, oraș Zlatna           | Bordane                    | Turdaș                                 |            |                                               | Încărcați imagine | Raportați eroare |